# Parasmittina jeffreysi
Parasmittina jeffreysi is een mosdiertjessoort uit de familie van de Smittinidae. De wetenschappelijke naam van de soort is voor het eerst geldig gepubliceerd in 1876 door Norman.